# Martín Fierro (película de 1989)
 Martín Fierro  es una película coproducción de Argentina, Colombia y Cuba filmada en colores dirigida por Fernando Laverde sobre el guion de Jorge Zuhair Jury según el poema homónimo de José Hernández que se produjo en 1989 y que no se estrenó comercialmente.

## Producción
Se trata de una película de animación realizada con muñecos de alambre y goma espuma. El filme, dirigido por un director colombiano, fue la primera coproducción realizada entre Argentina y Colombia.

## Sinopsis
Las andanzas del gaucho Martín Fierro que fueran relatadas en el poema de José Hernández.

## Voces
- Carlos Román
- Alberto Benegas
- Mario Giusti
- Rubén Maravini
- Luis Linares
- Mario Lozano
- Jorge Zuhair Jury
- Paulino Andrada
- Rafael Chumbita
- Carlos Romero
- Cecilia Gispert
- Marta Olivan
- Susana Sisto
- Roberto Cesán

## Comentarios
El director del filme Fernando Valverde en Clarín dijo:

«Es un compromiso muy grande. Debo entrar en la piel de los argentinos. Para ello respetamos al pie de la letra los giros el habla, el espíritu del Martín Fierro .»